# Heinrich Meyer (Bischof)

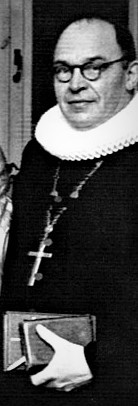
Bischof Heinrich Meyer (1958)

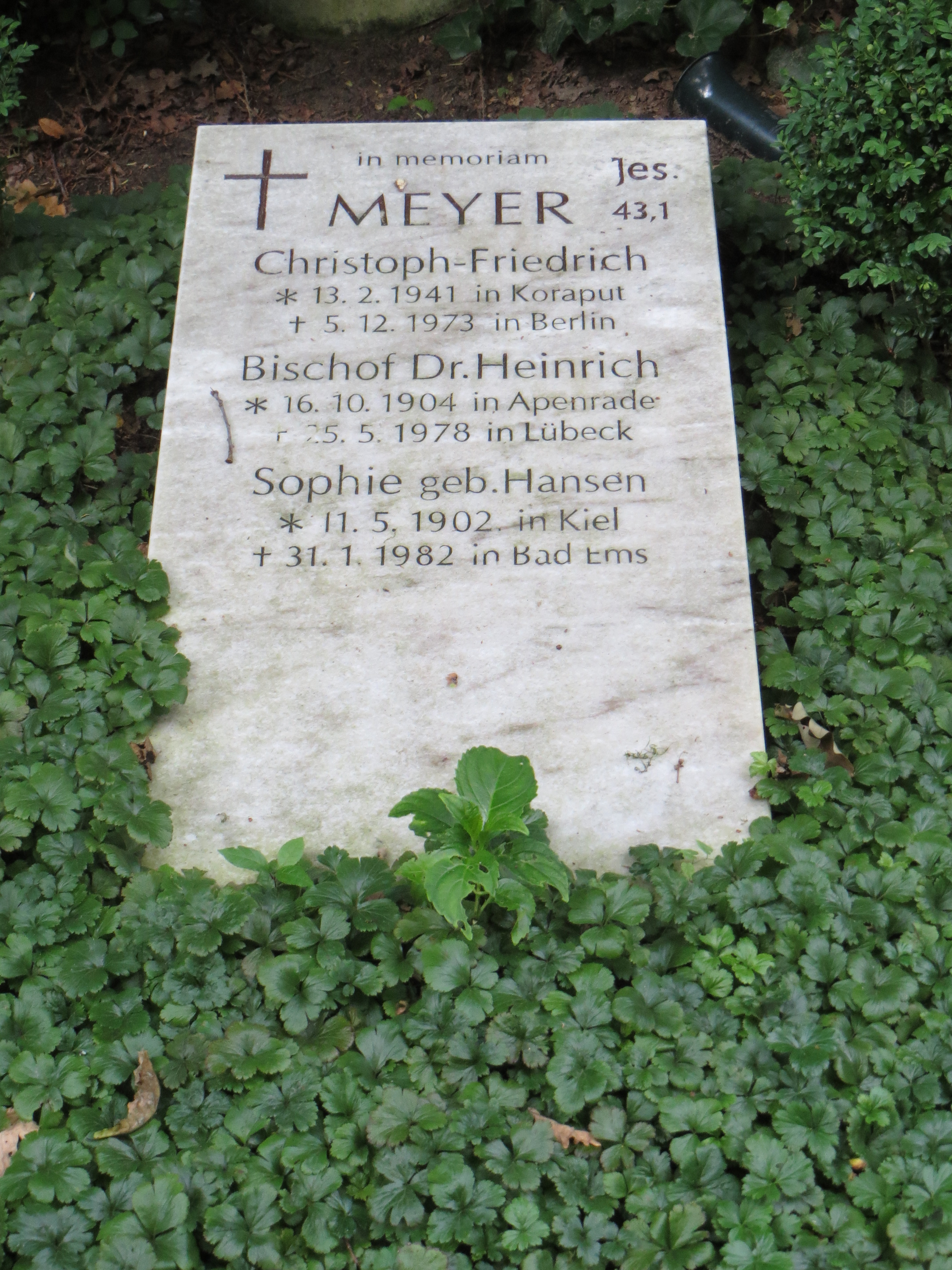
Familiengrab auf dem Burgtorfriedhof

Johann Heinrich August Meyer (* 16. Oktober 1904 in Apenrade (heute Dänemark); † 25. Mai 1978 in Lübeck) war ein deutscher lutherischer Missionar und Bischof.

## Leben
Heinrich Meyer war Sohn eines Postbeamten im damals preußischen Nordschleswig. Er studierte Evangelische Theologie, Philosophie und Geschichte sowie Mathematik an den Universitäten Tübingen (1923/24), Berlin (1924) und Kiel (1924–28). In Kiel wurde er 1929 mit einer Dissertation über die Mandäer zum Lic. theol. promoviert. Gleichzeitig bestand er seine theologischen Examina. Ordiniert zum Pastor der Evangelisch-Lutherischen Landeskirche Schleswig-Holsteins, wurde er von der Schleswig-Holsteinischen Evangelisch-Lutherischen Missionsgesellschaft zusammen mit seiner Frau Johanna Sophie, geb. Hansen (* 11. Mai 1902 in Kiel; † 31. Januar 1982 in Bad Ems) nach Indien ausgesandt. Hier war das Paar für die Jeypore Evangelical Lutheran Church in Jeypore im Bundesstaat Odisha tätig. Ab 1934 war er als Präsident der Leitende Geistliche der Kirche sowie Leiter ihres Theologischen Seminars in Kotpad und Superintendent der Mission. Im Zweiten Weltkrieg war er mit seiner Familie im Lager Satara interniert. Heinrich und Sophie Meyer hatten 7 Kinder, drei von ihnen starben in Indien.
1951 kehrte er nach Deutschland zurück. Im selben Jahr habilitierte er sich an der Universität Heidelberg im Fach Missionswissenschaft. 1953 wurde er als Nachfolger von Walter Freytag Hanseatischer Missionsdirektor in Hamburg. Daneben erhielt er eine Honorarprofessur an der Theologischen Fakultät der Universität Hamburg für Missionswissenschaft.
1956 wurde er zum Bischof der Evangelisch-Lutherischen Kirche in Lübeck gewählt. Damit verbunden war eine Predigtstelle an der Marienkirche, auf deren Innenraum-Gestaltung nach Kriegsschäden er massiv Einfluss nahm. In der Lübecker Kirche vertrat er das Konzept „Überschaubare Gemeinde“; in seiner Amtszeit gab es eine große Zahl kirchlicher Neubauten in den Stadtteilen. Regional setzte er sich für eine bessere Zusammenarbeit der vier Landeskirchen in den Gebieten nördlich der Elbe ein, die schließlich 1977 in einem Zusammenschluss als Nordelbische Evangelisch-Lutherische Kirche mündete. Er war einer der frühen Befürworter der Frauenordination in der deutschen lutherischen Kirche. 1958 berief er mit Elisabeth Haseloff erstmals eine Frau auf eine reguläre, wenn auch übergemeindliche Pfarrstelle. Auch als Bischof lehrte er weiterhin an der Universität Hamburg.

## Ehrungen
- 1954: DD (theologischer Ehrendoktor), Augustana College (heute Augustan University), Sioux Falls, South Dakota, USA
- 1957: D. Theol. (theologischer Ehrendoktor), Christian-Albrechts-Universität, Kiel

## Schriften
- Die mandäische Lehre vom göttlichen Gesandten mit einem Ausblick auf ihr Verhältnis zur johanneischen Christologie. Breklum: Jensen 1929, zugl. Diss. Kiel
- Marie von Koenneritz: Einer dem Gott zu stark wurde. Mit Lebensbild von Klaus Lederer, gen. Lentz, dem Vater der Brüdergemeine im Warthebruch. Mit einem Anhang von Heinrich Meyer. Appel, Hamburg 1951.
- Lutherische Kirchen im Ringen um ein neues Bekenntnis. Claudius-Verlag, München 1951 (Habilitationsschrift).
- Bekenntnisbindung und Bekenntnisbildung in jungen Kirchen. Bertelsmann, Gütersloh 1953.
- Christus und die Welt

- Heft 4: Die Religion und das Evangelium
- Heft 5: So sah ich Indien. 1960
- Heft 6: So sah ich Afrika. 1961
- Heft 10: Kirche für die Welt. 1962
- Heft 15: Mission in ökumenischer Verantwortung. 1963

- Welche theologischen Aufgaben stellt uns Neu-Delhi? Jensen, Breklum 1963.
- Wir lieben Indien. MBK-Verlag, Verlag für Missions- und Bibelkunde, Bad Salzuflen 1963.